# Rübezahl
Il Rübezahl (in polacco Liczyrzepa, in ceco Krakonoš) è un personaggio del folclore tedesco proprio dell'area dei Monti dei Giganti, oggi al confine tra Polonia (Slesia) e Repubblica Ceca (Boemia) ma fino alla Seconda guerra mondiale abitata dai Tedeschi dei Sudeti. È rappresentato come un gigante che vive sulle montagne e sotto terra e appare in numerose leggende e racconti tradizionali, oltre a essere preso come personaggio in opere letterarie e musicali dal XVI al XX secolo.
L'origine del nome Rübezahl è incerta. Alla lettera, in tedesco esso si compone dei sostantivi "Rübe" (rapa) e "Zahl" (numero). Nel 1662 lo scrittore Johannes Praetorius ne dichiarò diverse varianti, come "Ribezal" o "Riebenzahl". D'altra parte, anche il suo aspetto è mutevole, e nelle diverse leggende e favole in cui compare, Rübezahl è presentato sotto differenti sembianze: talvolta appare come gigante, talaltra è il guardiano di un tesoro nascosto nei monti, un monaco ingannatore, un corvo, un asino o addirittura un demonio.
Nel 1783 Johann Karl August Musäus fornì, nella sua prima storia con Rübezahl come soggetto, una spiegazione leggendaria dell'origine del suo nome. Secondo questo racconto, il gigante rapì una principessa di nome Emma e la condusse nella sua dimora sotterranea, che si trovava tra le montagne, con l'intenzione di farne sua moglie. La fanciulla però desiderava tornare a casa e al suo principe Ratibor, del quale era innamorata, così il gigante, per rallegrarla, le donò delle rape magiche, che a desiderio potevano trasformarsi in qualsiasi cosa si volesse, almeno fino a quando non appassivano. Ad un certo punto la principessa sembrò cedere ai corteggiamenti del suo carceriere e gli promise di concedergli la propria mano, ma ad una condizione: voleva che lui le dicesse esattamente quante erano le rape del suo campo, e se avesse sbagliato l'avrebbe lasciata libera. Subito il gigante si mise a contare e, per essere assolutamente certo di trovare il numero giusto, rifece il conto più e più volte. Nel frattempo però la principessa aveva tenuto nascosta una delle rape magiche che le erano state regalate, la fece tramutare in un cavallo e, montata in groppa, fuggì dal regno del gigante al suo principe Ratibor. Quand'era ormai al sicuro fuori dal regno del gigante, ove i suoi poteri non potevano farle più nulla, la fanciulla lo schernì e gli affibbiò il nome Rübezahl (che in italiano si potrebbe rendere come "Conta-rape"), il quale gli rimase anche in seguito. Da quel giorno, il gigante cominciò però a nutrire astio verso gli esseri umani. E guai a chi, entrando nel suo territorio, ha l'ardire di sfidare la sua collera chiamandolo per nome!
Secondo un'altra teoria, il nome Rübezahl deriverebbe dal nome proprio Riebe, cui sarebbe stato aggiunto il termine in lingua alto-tedesca media zagel, che vuol dire "coda" e si collegherebbe con le versioni della leggenda, in cui Rübezahl ha le sembianze di un diavolo con la coda. In ceco si chiama Krakonoš, che potrebbe derivare da krk o krak (pino mugo) e da nosit (portare). In polacco è noto fin dal 1898 come Liczyrzepa (la traduzione letterale di "Rapa+contare"), ma si usa talvolta anche Duch Gór (spirito della montagna) o Rzepiór.
Nelle leggende, Rübezahl ha un carattere volubile e contraddittorio, di uno che secondo l'umore del momento è mite e generoso oppure infido, irascibile e vendicativo, caratteristica già rilevata da Johannes Praetorius, l'autore della prima raccolta delle storie su di lui. Egualmente Musäus lo descrive come molto forte e astuto, collerico, irruente, eccentrico, rude, vanitoso, "oggi l'amico più caloroso, domani estraneo e freddo". In generale è ben disposto verso i puri di cuore: aiuta i poveri e gli ammalati, per contro si vendica terribilmente di ogni offesa. È solito ingannare gli sprovveduti viandanti che passano per il suo regno, indicandogli vie insidiose per farli smarrire.
Agli uomini Rübezahl si presenta con aspetti mutevoli. Lo spirito utilizza la sua magia per assumere talvolta le sembianze di monaco vestito di una tonaca color cenere (il dio germanico Odino fa similmente nei miti in cui appare), come montanaro, giovane nobile, artigiano e vari altri camuffamenti, ma anche come animale oppure cosa inanimata (ad esempio, un albero). Rübezahl è anche padrone degli elementi naturali nei Monti dei Giganti, e sotto questo aspetto la sua figura si collega al mito della caccia selvaggia. A suo piacimento può mandare tuoni e tempeste oppure far splendere il sole. La leggenda vuole che il gigante sia padrone di un orto miracoloso, ove coltiva piante magiche e che difende da ogni intruso. Talvolta si diverte a fare agli uomini doni ingannevoli: quelli più umili, come semplici mele e fogliame, si tramutano dopo un po' in oro zecchino, per contro i suoi preziosi, usciti fuori dai suoi domini, perdono ogni valore.